# Anna Nordström (konstnär)
Anna Nordström, född 25 september 1984 i Gävle Staffans församling, är en svensk textilkonstnär.

## Separatutställningar i urval
- 2014 – Professional Feelings, Länsmuseet Gävleborg[2]
- 2018 – Happy for no Reason – In the Digital Age, Hälsinglands museum[3]
- 2019 – What To Say When You Talk To Yourself, Amala, Tokyo[4]